# Zoran Zaev
Zoran Zaev (în macedoneană Зоран Заев; n. 8 octombrie 1974, Strumica, Republica Socialistă Macedonia, RSF Iugoslavia) este un politician macedonean, fost prim-ministru al Republicii Macedonia de Nord. A deținut această funcție în două mandate, primul între 2017 și 2020, iar al doilea între 2020 și 2022. Zaev este membru al Partidului Social Democrat din Macedonia (SDSM), partidul principal de centru-stânga din țară.
Zaev a jucat un rol esențial în soluționarea disputei de lungă durată cu Grecia privind numele țării, care a dus la schimbarea oficială a denumirii din „Macedonia” în „Republica Macedonia de Nord” în 2019. Acest acord, cunoscut sub numele de Acordul de la Prespa⁠(d), a permis deschiderea negocierilor pentru aderarea țării la Uniunea Europeană și NATO.
În timpul mandatului său, Zaev a promovat reforme democratice și integrarea euroatlantică, dar s-a confruntat și cu critici legate de guvernare și gestionarea crizei politice interne. În ianuarie 2022, el a demisionat din funcția de prim-ministru după ce partidul său a suferit înfrângeri electorale, însă continuă să fie o figură influentă în politica macedoneană.